# 新雄別駅
新雄別駅（しんゆうべつえき）は北海道釧路市阿寒町布伏内にあった、雄別鉄道雄別本線の駅である。同線の廃止とともに廃駅となった。

## 概要
舌辛川対岸に大規模な炭鉱住宅が作られ、1947年（昭和22年）10月から古潭駅 - 雄別炭山駅間の通勤列車が運転されたが、古潭駅から約1キロメートル離れているため不便とのことで仮乗降場が設けられた。その後、1953年（昭和28年）に正式な駅として開業したが、駅舎はなく、古潭駅扱いの無人駅であった。地元住民は「中間駅」と呼んでいた。

## 歴史
- 1947年（昭和22年）10月以降：仮乗降場設置。
- 1953年（昭和28年）4月11日：新ホーム設置。雄別炭礦鉄道の一般駅として開業。
- 1970年（昭和45年）4月16日：路線廃止に伴い廃駅。

## 駅構造
駅舎はなく、カーブ状の島式ホーム1面2線を有していた。山側（東側）が本線、舌辛川側（西側）は貨物線で、ホームは実質的に片側使用であった。1960年頃には貨物線が撤去されて単式ホーム1面1線となった。また待合室も設けられた。

## 駅周辺
かつては対岸の炭鉱住宅地からこの駅へアクセスするために、中心道路から橋が掛けられていた。幅4メートル、長さ68メートルで、「かよい橋」と呼ばれた。なおこの橋は現在、撤去されている。

## 隣の駅
雄別鉄道
雄別本線
古潭駅 - 新雄別駅 - 真澄町駅